# Ovan där
Ovan där är en kristen sång, skriven av CA Tindley som We will understand it better by and by. Den svenska texten skrevs av Ivar Lindestad. Inte minst Jan Sparring och Artur Erikson har gjort den känd.
Den spelades in på skiva och gavs ut 1939 med Erik Samuelsson.
Framförd av Stonefunkers var den ledmotivet till TV-serien En ängels tålamod från 2001. Den förekommer också som allsång i Sverige.

### Fotnoter
1. ↑  ”Ovan där”. Svenskt visarkiv. http://katalog.visarkiv.se/lib/views/visolat/ShowRecord.aspx?hit=1_12. Läst 26 juli 2012.
2. ↑  ”Ovan där”. Svensk mediedatabas. 25 februari 1939. http://smdb.kb.se/catalog/id/000093551. Läst 26 juli 2012.
3. ↑  ”Emrik Larssons hemsida”. Arkiverad från originalet den 6 oktober 2007. https://web.archive.org/web/20071006085801/http://www.emrik.nu/visa.lasso?ukat_id=8000000000002219&kat_id=84500000000001246&mall=aktuellt.lasso. Läst 10 juli 2011.
4. ↑  Patrik Norgren (24 juni 2008). ”Krönika program 1”. Allsång på Skansen. http://www.allsangpaskansen.com/kronika/2008/prog1.htm. Läst 10 juli 2012.